# خافقة

خافقة التحذير من إعصار.

خافقة تحذير من عاصفة غشكونية شمالية غربية (Galerna).

خافقات توضع على الشواطئ.

الخافقات (مفرد: خافقة، بالإنجليزية: Signal flag) هي تلك الأنواع من الرايات التي تُستخدم لتنبيه أو تحذير السكان من بعض الظروف.
الخافقات الأكثر استخدامًا هي الخافقات البحرية.